# Jugosłowiańska Organizacja Muzułmańska
Jugosłowiańska Organizacja Muzułmańska (serb.-chorw. Jugoslavenska muslimanska organizacija) – jugosłowiańska partia polityczna.
Została założona w lutym 1919 roku. Jej liderem był Mehmed Spaho. Optowała za nadaniem Bośni statusu autonomii w ramach Królestwa Jugosławii. W wyborach do Konstytuanty (1920) partia uzyskała wynik 6,9%, co przełożyło się na zdobycie przez nią 24 mandatów. W kwietniu 1941 roku część polityków partii wystosowała apel do III Rzeszy o utworzenie bośniackiej autonomii pod niemiecką opieką.